# 日本労働党
日本労働党（にほんろうどうとう、英語: Japan Labor Party）は、日本の政治団体である。
マルクス・レーニン主義を掲げる日本の新左翼政党であり、元日本共産党員の大隈鉄二らによって1974年に結成された。
略称は日労、JLP。

## 概要
結成された当時は毛沢東思想を掲げていた。ただ、中国共産党との「関係確立」は1978年11月になってからであるという。しかし中国共産党は、1998年1月に行われた日本共産党の不破哲三との懇談において、すでに日本労働党との関係はなく今後も関係を持つことはないと表明した。
かつては国政選挙にも候補者を立てており、神奈川県知事選・福岡県知事選・横浜市長選にも公認候補を擁立し、法定得票を得ることがあったものの、いずれの候補も落選している。なお1981年に結成された緑の党の党首の対馬テツ子は、第36回衆議院議員総選挙では日本労働党の青森県第2区における公認候補であった。地方議会では公認を受けて当選した所属議員も存在しており、2011年には枚方市議会議員選挙や刈谷市議会議員選挙に公認候補を擁立した（いずれも落選）が近年の選挙においては公認候補を擁立しておらず、党籍を持つ数名の議員（後述）がいずれも無所属として活動を行っている。
2021年3月22日、結党時からの指導者であった党中央委員会議長の大隈鉄二が死去。後任には党総政治部責任者などを歴任した秋山秀男が選出された。

## 党史

### 結成の経緯
1966年10月、日本共産党が「自主独立路線」を打ち出した。1967年3月、ソ連に反対する言動を続けた党内中国派で佐賀県委員であった大隈鉄二が日本共産党から除名された。
大隈は、「日本共産党（左派）」など他セクトを経由し、1969年6月「日共革命的左派」を結成した。同時期に「日共革命左派神奈川県委」の反主流派が組織分裂を宣言して九州に向かい大隈の「日共革命的左派」に合流、組織は拡大する。なお、日本労働党が神奈川県や福岡県知事選挙に繰り返し候補者を立てる理由も、前身の組織の基盤であったことが影響している。
1970年12月10日には党名を「日共革命左派九州党」に改称し、その後も九州のほか、関西、関東にも勢力を伸ばし、同年9月には全国委員会を結成した。
1974年、さらに「共産主義者同盟マルクス・レーニン主義派」の流れをくむ活動家、一部の社会党員らが合流、「日本労働党」が結成された。

### 国政選挙と知事選
国政選挙では、中選挙区制時代にはしばしば独自候補を立てていた。1980年の第36回総選挙では、東京2区に立てた候補のおかげで、無投票当選を阻止したこともあった（戦後の衆院選で、無投票当選の例はない）。神奈川県が主地盤であったことと関連して田川誠一衆議院議員（旧・神奈川2区選出）との関係が濃く、田川が党首だった進歩党の党大会には大隈議長が来賓で招かれて祝辞を述べていた。1989年の参院選神奈川選挙区では進歩党公認円山雅也候補の支援に回った。
しかし、2005年の第44回衆議院議員総選挙では、「（社民党と新社会党は）かたくなに団結を拒んで」いることを理由に、党としては支持しないと発表した。但し「個人の判断」として各党員は社民党を応援し続けている。また、たびたび社民党幹部の挨拶や声明、談話、広告などが機関紙に載せられており、旧・社会党系と労働党の関係は現在も良好と言える。
神奈川県知事選では、1979年より山本正治を独自候補として6回連続公認し、特に1979年と1983年では自由民主党が支持に回った事でオール与党となった長洲一二に対する唯一の対立候補となった。これにより、従来は泡沫候補として極めて小さく扱われる労働党の主張や山本の人柄が、新聞などでは現職知事の長洲と同格で扱われ、同党の基礎票を大きく上回る得票を獲得した。山本は1995年と1999年にも立候補し、いずれも長洲やその後継指名を受けた岡崎洋といった自民党から社会党までの相乗り候補や、長洲県政支持から離脱した共産党の独自推薦候補と争ったが、1995年には自身で最多の得票数を記録した。その後は独自候補擁立を見送り、2003年には飛鳥田一朗（医師、飛鳥田一雄元横浜市長・社会党委員長の甥）を支持した（落選）。

### 近年の動向
日常の活動としては、自民党政権に反対する催し、集会、行動等（主に社民党、全労協系）に参加し、のぼりの保持、ビラ撒きを行っている。
2018年1月の時点では、東京都の荒川区議会と杉並区議会に各1名、神奈川県の綾瀬市議会に1名、福岡県の筑紫野市議会とみやこ町議会に各1名の議員がいた。同年7月に荒川区議が死去したため、2019年1月時点における地方議員は計4名となった。同年4月の第19回統一地方選挙では、杉並区・みやこ町・筑紫野市において現職議員が再選、また荒川区では新人が当選し議席を回復したが、綾瀬市では議席を失った。
2020年代では東京オリンピックへの反対、障害者差別への反対運動などに重点を置いて取り組んでいる。
2021年の第49回衆議院議員総選挙では、関連する大衆組織である「自主・平和・民主のための広範な国民連合」が野党統一候補を推薦することを表明した。第一次推薦として名前が挙がった本州の候補8名はいずれも立憲民主党の所属であるが、沖縄県の候補者に関してはオール沖縄を尊重するとして、共産党の赤嶺政賢や社民党の新垣邦男らを推薦している。
国際情勢に関しては前述の通り中華人民共和国寄りの立場を取っているが、中国政府が領有権を主張する尖閣諸島については日本の領土であるとの見解を表明している。またアフガニスタンのターリバーン政権を支持している。
2022年の第26回参議院議員通常選挙では、独自候補を擁立せず、中央としてはどの党の候補者も支持しなかった。なお、「広範な国民連合」はこの選挙で、「自主・平和・民主」の政治方向で一致する候補者を推薦するとともに、一人区での野党統一候補を応援し、岸田政権に鉄槌を下すため闘うとした。推奨（第1次）候補として、比例区で社民党の大椿裕子、沖縄県選挙区で無所属の伊波洋一、東京都選挙区で社民党の服部良一を推薦している。また、同年の沖縄県知事選挙では玉城デニーの再選への支援を呼びかけている。

## 年表
- 1974年1月 - 日本労働党が結成される。
- 1974年2月 - 機関紙『労働新聞』創刊。
- 1976年6月 - 政治団体の設立を届出。
- 1976年12月 - 第34回衆議院議員総選挙に公認候補を擁立。
- 1977年7月 - 第11回参議院議員通常選挙に公認候補を擁立。
- 1979年4月 - 神奈川県知事選に独自候補を立て、19万票を得票。
- 1979年10月 - 第35回衆議院議員総選挙に公認候補を擁立。
- 1980年6月 - 第36回衆議院議員総選挙に公認候補を擁立。
- 1981年 - 党員の三橋辰雄が緑の党を結成し独立。
- 1982年1月 - 第11回参議院議員補欠選挙（佐賀県選挙区）に公認候補を擁立。
- 1983年4月 - 神奈川県知事選に独自候補を立て、36万票を得票。
- 1986年7月 - 第38回衆議院議員総選挙に公認候補を擁立。
- 1990年2月 - 第39回衆議院議員総選挙に公認候補を擁立。
- 1993年 - 「自主・平和・民主のための広範な国民連合」を結成（「左翼連合」を改組）。
- 1995年4月 - 神奈川・福岡県知事選に独自候補をたてる。神奈川で45万票を得票、福岡で7万票を得票。
- 1997年1月 - ウェブサイトを開設。
- 1999年4月 - 神奈川・福岡県知事選に独自候補を立てる。神奈川で31万票を得票、福岡で12万票を得票。
- 2011年7月 - 同年4月の枚方市議会議員選挙に立候補した党員が失業保険の給付金を受け取りながら生活保護費などを不正に受給したとして逮捕。党大阪府委員会は政治弾圧であると抗議[27]。
- 2011年11月 - 大阪府委員会書記長が失業給付金を詐取したとして逮捕され[28]、党本部などが捜索の対象となった[29]。
- 2021年3月 - 中央委員会議長の大隈鉄二が死去[30]。

## 所属議員
労働新聞2023年1月1日号には、以下の議員によるメッセージが掲載された。
- 秋山かほる - 埼玉県上尾市議会議員（5期）[32]
- 河内ひとみ - 東京都荒川区議会議員（1期）[33]
- 松尾ゆり - 東京都杉並区議会議員（3期）[34]
- 上村和男 - 福岡県筑紫野市議会議員（5期）[35]
- 柿野義直 - 福岡県京都郡みやこ町議会議員（7期）[36]

## 財政
2011年の政治資金収支報告書によれば、党費収入は約3500万円、機関紙発行等の事業収入は約2600万円であった。しかし、2013年の政治資金収支報告書では、党費収入が約1000万円、機関紙発行等の事業収入も約1100万円と、わずか2年の間に急激に落ち込んでいる。党員数も2011年の段階で1350人いたが、2015年の段階では820人にまで減少している。

## 大衆組織
- 自主・平和・民主のための広範な国民連合（じしゅ・へいわ・みんしゅのためのこうはんなこくみんれんごう）
  - 略称: 広範な国民連合[38]、旧称: 左翼連合。関連する大衆組織である。代表役員の1人に立憲民主党群馬県総支部連合会最高顧問だった角田義一がおり[39]、旧社会党系を取り込んでいる。機関紙は「日本の進路」。全国各地に支部がある。親中派の社会団体としてシンポジウムの開催や言論活動を行っている。